# Marcus Alexis
Marcus Alexis (* 26. Februar 1932 in Brooklyn, New York; † 27. Mai 2009 in Stanford, Kalifornien) war ein US-amerikanischer Wirtschaftsprofessor.

## Leben
Der Afroamerikaner Marcus Alexis studierte von 1949 bis 1953 am Brooklyn College und legte dort seinen Bachelor of Arts ab. Danach wechselte er an die Michigan State University, wo er 1954 seinen Master of Arts erhielt. Dem folgte ein Studium an der University of Minnesota mit dem Abschluss Ph.D. im Jahr 1959. Daneben arbeitete er als Dozent an dieser Universität. Ab September 1957 bis August 1960 war er Dozent am Macalester College in Saint Paul und danach von September 1960 bis zum Juni 1962 Dozent an der DePaul University in Chicago im Bereich Betriebswirtschaft. In den Jahren 1961 und 1962 forschte er daneben an der Harvard University und am MIT.
Von Juli 1960 bis zum August 1970 lehrte er außerdem an der University of Rochester und war ab Juli 1969 zwei Jahre lang Gastprofessor an der University of Berkeley im Bereich Betriebswirtschaftslehre. Von September 1970 bis 1979 war er Professor für Wirtschaftswissenschaften und Stadtwirtschaft an der Northwestern University in Evanston (Illinois). Ab 1976 leitete er den Bereich Wirtschaftswissenschaften dieser Universität.
1979 wurde er von US-Präsident Jimmy Carter für den vakanten Sitz von Alfred T. MacFarland in der Regulierungsbehörde Interstate Commerce Commission vorgeschlagen. Nach seiner Bestätigung durch den US-Senat trat er am 27. August 1979 das bis zum 31. Dezember 1985 laufende Amt an. Nach der Wahl von Ronald Reagan zum US-Präsidenten im Jahr 1980 trat er am 30. Juni 1981 vorzeitig von der Position zurück. Zuvor hatte er noch übergangsweise vom 2. Februar bis zum 24. Juni 1981 die Interstate Commerce Commission geleitet und wurde durch Reese H. Taylor Jr. abgelöst. Sein unbesetzter Sitz wurde im Rahmen einer Gesetzesänderung ab 1983 gestrichen.
Er ging nach dieser Berufung wieder zurück an die Northwestern University, war Professor an der Kellogg School of Management und leitete erneut bis 1985 den Bereich Wirtschaftswissenschaften. In diesem Jahr wurde er zum Direktor der Federal Reserve Bank of Chicago berufen, 1990 war er Aufsichtsratsvorsitzender der Bank. Daneben war er von 1985 bis 1991 Dekan der School of Business der University of Illinois.
2005 ging er in den Ruhestand. Marcus Alexis war verheiratet und hatte drei Kinder.
Alexis war Mitglied der American Economic Association und der National Economic Association, der American Marketing Association, des Caucus of Black Economists, des Economics Club of Chicago und der Lincoln Park Zoological Society. Daneben war er in den verschiedensten wirtschaftswissenschaftlichen Gremien auf Staats- und Bundesebene. Er wurde mit dem Distinguished Achievement Award der National Economic Association, dem Outstanding Achievement Award der University of Minnesota und einer Ehrendoktorwürde des Brooklyn College ausgezeichnet.

## Veröffentlichungen
- Racial differences in consumption and automobile ownership, 1959
- American living standards: A progress report, 1960
- Wholesaling in Minnesota (mit Robert J. Holloway), 1966
- Organizational decision making (mit Charles Z. Wilson), Englewood-Cliffs 1967
- Quantitative methods in marketing; a selected annotated bibliography, 1968
- Empirical foundations of marketing; research findings in the behavioral and management sciences. (mit Robert J. Holloway, Robert Spencer Hancock), Chicago 1969
- Methodologies to measure the impact of enforcement of Title VIII of the Civil Rights Act of 1968, Washington, 1975
- Black consumer profiles: food purchasing in the inner city (mit George H. Haines, Leonard S. Simon), Ann Arbor, 1980
- Black economic progress: an agenda for the 1990s: a statement (mit Margaret C. Simms), Washington, 1988